# Guardamar de la Safor
Guardamar de la Safor, nom officiel en valencien et en castillan, est une commune d'Espagne de la province de Valence dans la Communauté valencienne. Elle est située dans la comarque de la Safor et dans la zone à prédominance linguistique valencienne.

## Géographie

Localisation de Guardamar de la Safor
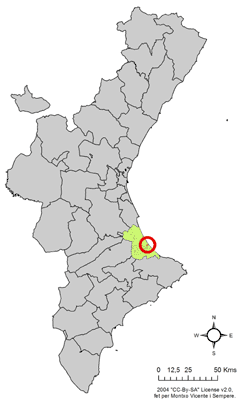
dans la Communauté valencienne.
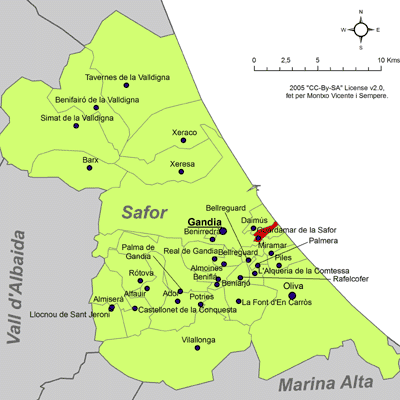
dans la comarque de la Safor.

Situé au bord de la mer Méditerranée, le territoire communal de Guardamar de la Safor est plat, formé par des sédiments marins sablonneux du Quaternaire. La côte forme une plage de sable fin d'environ 500 mètres de long.
On accède au village par la route, depuis Valence, en prenant la nationale N-332, puis la CV-670.

### Localités limitrophes
La commune de Guardamar de la Safor est entouré par les communes suivantes, toutes faisant partie de la province de Valence : Bellreguard, Daimús, Gandia et Miramar.

## Histoire
Connu sous le nom de l'Alquerieta, Guardamar est un ancien village maure. Sa population se maintint jusqu'à l'expulsion des Maures d'Espagne, en 1609, date à laquelle il comptait près d'un millier d'habitants. Laissé pratiquement pendant les décennies qui suivirent, il devint une possession des Borgia. Plus tard, elle fut acquise par le Comte de Trénor. Enfin, son dernier seigneur fut le Marquis de Mirasol, avant l'abolition des seigneuries.

## Démographie
Depuis le début du XVIIIe siècle (117 habitants en 1715), la population est restée à peu près stable, avec une légère augmentation au début du XXe siècle, pour atteindre 173 habitants en 1930.
| 1990 | 1992 | 1994 | 1996 | 1998 | 2000 | 2002 | 2004 | 2005 |
| ---- | ---- | ---- | ---- | ---- | ---- | ---- | ---- | ---- |
| 63   | 54   | 64   | 69   | 70   | 68   | 71   | 196  | 249  |

## Économie
L'économie de la commune est basée traditionnellement sur l'agriculture et la vente des agrumes. L'eau servant à irriguer les cultures provient du fleuve Serpis et de puits; les principales cultures étant les orangers, les pieds de tomates, et les légumes.
Ces dernières années, le tourisme a pris une place importante dans l'économie de Guardamar de la Safor.

## Patrimoine
- L'église paroissiale, le bâtiment qui est une annexe de la paroisse de Miramar, fut construite au XVIIe siècle et rénovée au XIXe. Elle est dédiée à Saint Jean-Baptiste, saint patron du lieu.

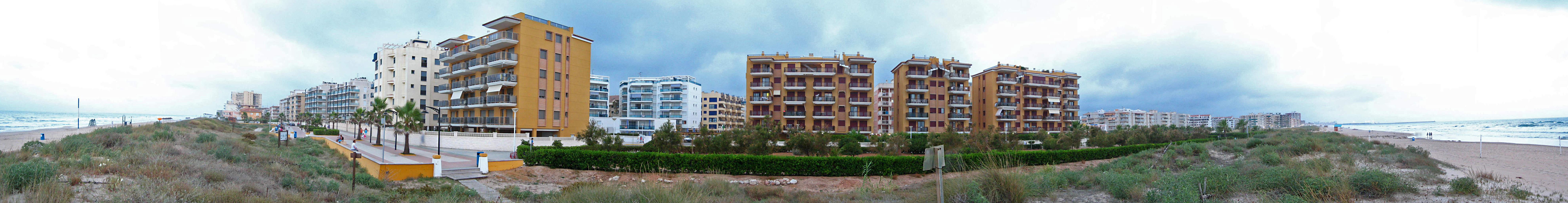
Vue panoramique depuis la plage de Guardamar de la Safor.

### Sources
- (es) Varaciones de los municipios de España desde 1842, Ministerio de administraciones públicas, octobre 2008, 364 p. (lire en ligne) [PDF]